# Gespenster (Aira)
Gespenster (spanischer Originaltitel: Los fantasmas) ist ein Roman des argentinischen Autors César Aira. Das Original ist 1990 erschienen, die deutsche Übersetzung von Klaus Laabs 2010 bei Ullstein.

## Inhalt
Die Familie des chilenischen Hauswarts Raúl Viñas möchte Silvester im sechsstöckigen Rohbau eines Appartementhauses in Buenos Aires begehen. Am Morgen dieses Tages besichtigen zunächst die zukünftigen (argentinischen) Bewohner die Baustelle, werden auch einzeln vorgestellt, spielen aber im weiteren Handlungsverlauf keine Rolle mehr. In der Folge wird beschrieben, wie die Großfamilie Viñas das Silvesterfest vorbereitet, das im obersten Stockwerk, „dreißig Meter über dem Straßenspiegel“, stattfinden wird und am Abend nach Eintreffen der Verwandten beginnt. Am 31. Dezember herrscht Sommer auf der Südhalbkugel, die Unerträglichkeit der Hitze wird mehrfach erwähnt.
Im Mittelpunkt des Romans steht die kleine Patri (im spanischen Original durchgehend als La Patri bezeichnet). Patris Vater ist nicht Raúl Viñas, sondern „der beste Mann der Welt“, mit dem Patris Mutter Elisa Viñas eine kurze Beziehung hatte, ohne dessen Identität jemandem zu verraten.
Während des gesamten Textverlaufs beobachten die Familienmitglieder um das Haus herum schwebende Gespenster, was aber normal zu sein scheint. Niemand stört sich an ihnen. Beim Abendessen erzählen sie sich einige unterhaltsame Gespenster-Anekdoten. Patris Beitrag ist die Erwähnung einer angeblichen Erzählung von Oscar Wilde, in der sich eine sich langweilende Prinzessin von Gespenstern zu einem Fest einladen lässt und sich zu diesem Zweck „noch in derselben Nacht vom höchsten Turm des Schlosses [stürzt], um sterben und an dem Fest teilnehmen zu dürfen“. Diese Geschichte ist offenbar eine Paraphrase der Oscar-Wilde-Erzählung „Der Geburtstag der Infantin“, in der allerdings kein Gespenst, sondern ein Zwerg auftritt, um die Prinzessin zu erheitern.
Mit dieser Geschichte spielt Patri auf eine Einladung an, die von den ums Haus schwirrenden Gespenstern an sie ausgesprochen wurde. Die Gespenster, die alle männlich zu sein scheinen, laden Patri zu ihrer Jahresendfeier ein, der „Gran Reveillon [...], das große und festliche Mitternachtsmahl“. Dabei gibt es allerdings eine Bedingung:
„Du wirst natürlich tot sein müssen, sagte einer von ihnen.“ (im Original: „Claro que tendrás que estar muerta, dijo uno de ellos.“)
Neben dem sexuellen Subtext wird auch das ständige und nahezu ausschließlich skurrile Reden über nationale Stereotypen („die Argentinier sind“, „die Chilenen sind“ usw.) mit dem Gespenster-Motiv verquickt. So sagt Elisa Vicuña zu ihrer Tochter Patri:
„Denk dran, dass es für uns Frauen immer Gespenster gibt. Subtrahiere einen Chilenen von einem Argentinier oder umgedreht, oder addiere sie. Mach von mir aus, was du willst. Das Resultat wird immer dasselbe sein: ein Gespenst.“ (im Original: „Piensa que para nosotras siempre hay fantasmas. Resta un chileno de un argentino, o vice-versa. O súmalos. Haz lo que quieras, de acuerdo. El resultado será el mismo: un fantasma.“)

## Stil
Typisch für Aira sind die essayistischen und stilistischen Abwege, die sein Erzähler unternimmt. So gibt es eine mehrseitige abenteuerliche Abhandlung über das Verhältnis verschiedener Kulturen zur Architektur. Außerdem gibt es öfters eingeklammerte Kommentare des Erzählers, die dessen unbekümmerte Jovialität unterstreichen:
„Sein Onkel und ein anderer Bauarbeiter, ein Argentinier, der Aníbal Fuentes hieß, manchmal aber auch Aníbal Soto genannt wurde (mal so, mal so, eigentlich komisch), [...]“ (im Original: „Su tío y otro albañil, un argentino llamado Aníbal Fuentes, o Aníbal Soto (se llamaba de las dos maneras, cosa rara), [...]“)

## Kritik
Am 15. September 2010 wurde „Gespenster“ von Spiegel Online zu einem der „wichtigsten Bücher der Woche“ gekürt.
Die 2009 bei New Directions veröffentlichte englische Übersetzung von Chris Andrews stand auf der Shortlist des Best Translated Book Award 2010.

## Ausgaben
- Los fantasmas. Novela. Buenos Aires: Grupo Editor Latinoamericano 1990. (Originalausgabe. 107 Seiten.) ISBN 950-694-116-5.
- Gespenster. Roman. Aus dem argentinischen Spanisch von Klaus Laabs. Berlin: Ullstein 2010. (168 Seiten.) ISBN 978-3-550-08824-7.